# Joe Bellino
Joseph Michael Bellino (Winchester, 13 marzo 1938 – 28 marzo 2019) è stato un giocatore di football americano statunitense che ha giocato nel ruolo di halfback nella American Football League (AFL). Al college ha giocato a football alla United States Naval Academy con cui nel 1960 ha vinto l'Heisman Trophy, il massimo riconoscimento individuale a livello universitario.

## Carriera professionistica
Bellino fu scelto nel 17º giro del Draft NFL 1961 dai Washington Redskins oltre che nel 19º giro del Draft AFL 1961 dai Boston Patriots. Dopo cinque anni di servizio in Marina, nel 1965 decise di unirsi ai Patriots della American Football League dove giocò per tre stagioni, principalmente come kick returner. A causa del suo obbligo di cinque anni con la Marina rimane il vincitore dell'Heisman Trophy scelto più in basso della storia del Draft.

## Palmarès
- Heisman Trophy - 1960
- Maxwell Award - 1960
- College Football Hall of Fame
- Numero 27 ritirato dai Navy Midshipmen

## Statistiche
| Yard offensive     | 115 |
| Touchdown su corsa | 1   |